# Gigi D'Alessio - A l'Olympia Live in Paris
Gigi D'Alessio - A l'Olympia Live In Paris è un DVD ufficiale del cantautore italiano Gigi D'Alessio pubblicato nel maggio 2008.

## Il DVD
In 120 minuti il Dvd ripercorre lo show che l'artista partenopeo ha tenuto il 14 ottobre 2007 al teatro Olympia, storico teatro parigino.
Ospiti della serata Lara Fabian, artista affermata in Francia, e Anna Tatangelo, sua compagna di vita.

## Tracce
Testi e musiche di Gigi D'Alessio e Vincenzo D'Agostino.
1. Brividi d'amore
2. Non c'è vita da buttare
3. Una volta nella vita
4. Le mani
5. Quanti amori
6. Un nuovo bacio – con Anna Tatangelo
7. Un cuore malato – con Lara Fabian
8. Il cammino dell'età
9. Dove sei
10. Tu che ne sai
11. Ilaria
12. Una notte al telefono
13. L'amore che non c'è
14. Miele
15. Insieme a lei
16. Apri le braccia
17. Caro Renato
18. A Città 'e Pulicinella (Mario Merola)
19. Non dirgli mai
20. Liberi da noi
21. Primo appuntamento
22. Corazon
23. Mon Amour
24. Baila
25. Non mollare Mai
26. Besame
27. Un cuore malato